# Mereth Aderthad
Mereth Aderthad (‘fiesta de la reunión’ en sindarin) es un hecho ficticio descrito en 
el legendarium del escritor británico J. R. R. Tolkien, que aparece 
en su novela El Silmarillion. Se trata de una reunión a la que asisten los elfos de Beleriand, en el año 20 de la Primera Edad del Sol.
Por aquellos años los Elfos estaban desunidos, así que Fingolfin, rey de los Noldor, pretendió unificarlos, convocándolos en la primavera a una reunión en Eithel Ivrin, el nacimiento del río Narog. A ella asistieron los representantes de los siguientes reinos élficos:
- Por parte de los Noldor acudieron las casas de Fingolfin, Finrod y Finarfin.
- De los Sindar acudieron Círdan de las Falas, los Laiquendi de Ossiriand y los elfos Mablung y Daeron del reino de Doriath.
- De la casa de Fëanor acudieron Maedhros y Maglor.

En la Mereth Aderthad se celebraron de buen grado múltiples consejos, y se oyeron juramentos de alianza y amistad, sobre todo la lengua de los Elfos Grises, usada aun los mismos Noldor, pues aprendieron de prisa el idioma de Beleriand; en cambio, los Sindar eran lentos en dominar la lengua de Valinor.
Finalmente, la Mereth Aderthad fue un éxito, pues Fingolfin consiguió unificar a los Elfos, para 
que todos dirigiesen sus esfuerzos en combatir a Morgoth y con ello gozar de unos años de paz y 
alegría:

(...) y en verdad siguieron luego largos años de paz, mientras un cerco de espadas defendía Beleriand de la maldad de Morgoth, que ya no tenía poder sino dentro de sus propias estancias. En aquellos días había alegría bajo el nuevo Sol y la nueva Luna, y toda la tierra estaba complacida; pero la Sombra aún meditaba en el norte...

Finalmente, las guerras volvieron a asolar Beleriand.